# Bike (Insel)
Bike (auch: Biike, Entrance Island) ist eine kleine bewohnte Insel mit einer Landfläche von 0,32 km², die zum Atoll Abemama in den Gilbertinseln in der Republik Kiribati gehört.

## Geographie
Bike ist ein Motu im Westsaum des Atolls. Die Insel liegt südlich der südlichen Passage zur Lagune und hat eine grob dreieckige Grundfläche. Zur Lagune zieht sich eine überflutete Sandbank, an der Mündung der Passage liegt ein Schiffswrack. Im Nordwesten befindet sich die Insel Abatiku, weiter südöstlich liegt das Motu Kenna.
Die gleichnamige Siedlung liegt auf der Ostseite (Lagunenseite) der Insel. Im Jahr 2020 hatte der Ort sechs Einwohner.